# Coupe d'Algérie féminine de basket-ball 2016-2017
Navigation
Coupe d'Algérie féminine 2015-2016 Coupe d'Algérie féminine 2017-2018
La Coupe d'Algérie féminine 2016-2017 est la 48e édition de la Coupe d'Algérie féminine de basket-ball, compétition à élimination directe mettant aux prises des clubs de basket-ball amateurs et professionnels affiliés à la fédération algérienne de basket-ball.
Le tenant du titre est le Club Marine Hussein-Dey, vainqueur durant la saison précédente face au OC Alger.

## Résultats

### Huitièmes de finale
| Date         | Équipe à domicile | Équipe à l'extérieur | Score  | Lieu               |
| ------------ | ----------------- | -------------------- | ------ | ------------------ |
| 11 mars 2017 | OC Alger          | FC Bejaia            | 20-00  | a Tizi Ouzou 15h00 |
| 11 mars 2017 | USM Alger         | JSM Setif            | 69-40  | 15h00              |
| 11 mars 2017 | NRS Alger         | JF Kouba             | 15-74  | 15h00              |
| 11 mars 2017 | MCR Chlef         | Hussein dey Marines  | 11-103 | 15h00              |
| 11 mars 2017 | AU Annaba         | RC Bordj Bouarreridj | 00-20  | 15h00              |
| 11 mars 2017 | USA Batna         | EDR Alger            | 20-00  | 15h00              |
| 11 mars 2017 | GS Pétroliers     | ESB Ouargla          | 20-00  | 15h00              |
| 11 mars 2017 | MT Setif          | MC Saida             | 20-00  | 15h00              |

### Quarts de finale
| Date       | Équipe à domicile    | Équipe à l'extérieur | Score | Lieu |
| ---------- | -------------------- | -------------------- | ----- | ---- |
| 5 mai 2017 | GS Pétroliers        | MT Setif             | 85-39 |      |
| 5 mai 2017 | RC Bordj Bouarreridj | USA Batna            | 73-70 |      |
| 5 mai 2017 | JF Kouba             | USM Alger            | 75-36 |      |
| 5 mai 2017 | Hussein dey Marines  | OC Alger             | 83-42 |      |

### Demi-finales
| date et heure         | Équipe à domicile   | Équipe à l'extérieur | Score | Lieu                         |
| --------------------- | ------------------- | -------------------- | ----- | ---------------------------- |
| 17 juin 2017 a 22h 30 | Hussein dey Marines | GS Pétroliers        | 67-60 | Salle omnisports de Staouéli |
| 18 juin 2017 a 22h 30 | JF Kouba            | RC Bordj Bouarreridj | 74-44 | Salle omnisports de Staouéli |

#### finale Coupe d'Algérie
| 6 juillet 2017 16h00 | [ Rapport] | Hussein dey Marines 76, JF Kouba 50 | Hussein dey Marines 76, JF Kouba 50 | Hussein dey Marines 76, JF Kouba 50 |  | Salle omnisports Belakhdar Tahar, Chéraga Arbitres : , , | Algérie 3 |
| 6 juillet 2017 16h00 | [ Rapport] | Score par quart-temps : -, -, -, -  |                                     |                                     |  | Salle omnisports Belakhdar Tahar, Chéraga Arbitres : , , | Algérie 3 |
| 6 juillet 2017 16h00 | [ Rapport] | Score par mi-temps : -, -           |                                     |                                     |  | Salle omnisports Belakhdar Tahar, Chéraga Arbitres : , , | Algérie 3 |
| 6 juillet 2017 16h00 | [ Rapport] | -                                   | Points Rebonds Passes d.            | -                                   |  | Salle omnisports Belakhdar Tahar, Chéraga Arbitres : , , | Algérie 3 |